# Malcolm McLaren
Malcolm McLaren (rojstno ime Malcolm Edwards), angleški impresarij, glasbenik in založnik, * 22. januar 1946, † 8. april 2010.
McLaren je najbolj poznan kot menedžer punk-rock skupine Sex Pistols.

## Lastna diskografija

### Singli
- 1982: Buffalo Gals (Malcolm McLaren & The World's Famous Supreme Team)
- 1983: Soweto (Malcolm McLaren & The McLarenettes)
- 1983: Double Dutch
- 1983: Duck for the Oyster
- 1984: Madam Butterfly (Un bel di vedremo)
- 1989: Waltz Darling (Malcolm McLaren & The Bootzilla Orchestra)
- 1989: Something's Jumpin' in your Shirt (Malcolm McLaren & The Bootzilla Orchestra feat. Lisa Marie)
- 1989: House of the Blue Danube (Malcolm McLaren & The Bootzilla Orchestra)
- 1991: Magic's back (Theme from 'The Ghosts of Oxford Street') (Malcolm McLaren feat. Alison Limerick)
- 1998: Buffalo Gals Stampede (Malcolm McLaren & The World's Famous Supreme Team versus Rakim & Roger Sanchez)

### Albumi
- 1983: Duck Rock
- 1984: Would ya Like more Scratchin'  (Malcolm McLaren & The World's Famous Supreme Team)
- 1984: Fans
- 1989: Waltz Darling (Malcolm McLaren & The Bootzilla Orchestra)
- 1991: World Famous Supreme Team Show
- 1994: Paris
- 1998: Buffalo Gals - Back to Skool (Malcolm McLaren & The World's Famous Supreme Team)